# Cabeyan
Cabeyan is een bestuurslaag in het regentschap Sukoharjo van de provincie Midden-Java, Indonesië. Cabeyan telt 2004 inwoners (volkstelling 2010).